# Aram (Biblija)
Prema Bibliji, Aram (hebrejski: אֲרָם‎, ’Ărām = "uzvišen") bio je sin Šema i njegove žene nepoznata imena te unuk Noe, kao i nećak Jafeta i Hama.
Noa je spomenut kao čovjek koji je bio pravedan pred Bogom te je zajedno sa svojom obitelji spašen od općeg potopa.
Aram je rođen Šemu nakon potopa, a bio je brat Arpakšada.
Od Arama su potekli Aramejci te je po njemu nazvan aramejski jezik.

## Djeca
- Us
- Hul
- Geter
- Maš

## U islamu
U islamu, prorok Hud je potomak Arama. 
Hud je propovijedao u drevnoj Arabiji.